# Del Buon Castello
Die Insel Del Buon Castello (Isola del Buon Castello) ist eine vollständig ummauerte, befestigte Insel in der südlichen Lagune von Venedig. Sie hat eine Fläche von 2,41 ha und liegt nordöstlich von Chioggia, unmittelbar vor den Uferbefestigungen von Sottomarina. 
Im 18. Jahrhundert bildete die Insel einen Teil der Befestigungsanlagen rund um die Lagune, der Murazzi. Dazu wurde sie ummauert und mit einer Festung, der Forte San Felice ausgestattet. 
Auf der Insel befindet sich der Schiffsbaubetrieb Cantiere Navale Cimolin.